# Lane (Dakota Południowa)
Lane – miasto w Stanach Zjednoczonych, w stanie Dakota Południowa, w hrabstwie Jerauld.